# Elecciones al Parlamento de Canarias de 1995
Las Elecciones al Parlamento de Canarias de 1995 se celebraron el 28 de mayo. El partido más votado fue, por vez primera, Coalición Canaria, y merced a un pacto con el PP, consiguió que su candidato Manuel Hermoso Rojas fuera ratificado como presidente de Canarias.

## Resultados
| ← Elecciones al Parlamento de Canarias de 1995 → |                                             |                             |         |       |         |      |
| Presidente y gobierno | Partido                                     | Candidato                   | Votos   | %     | Escaños | +/-  |
| - Presidente: Manuel Hermoso - Gobierno: CC (1995-1996) CC-PP (1996-1999) - Censo: 1.248.575 - Votantes: 801.607 (64,2%) - Abstención: 446.968 (35,8%) - Válidos: - A candidatura: | Coalición Canaria (CC)                      | Manuel Hermoso              | 261.424 | 33,18 | 21      | -2 a |
| - Presidente: Manuel Hermoso - Gobierno: CC (1995-1996) CC-PP (1996-1999) - Censo: 1.248.575 - Votantes: 801.607 (64,2%) - Abstención: 446.968 (35,8%) - Válidos: - A candidatura: | Partido Popular (PP)                        | José Miguel Bravo de Laguna | 247.609 | 31,42 | 18      | +12  |
| - Presidente: Manuel Hermoso - Gobierno: CC (1995-1996) CC-PP (1996-1999) - Censo: 1.248.575 - Votantes: 801.607 (64,2%) - Abstención: 446.968 (35,8%) - Válidos: - A candidatura: | Partido Socialista Obrero Español (PSOE)    | Augusto Brito               | 183.969 | 23,35 | 16      | -7   |
| - Presidente: Manuel Hermoso - Gobierno: CC (1995-1996) CC-PP (1996-1999) - Censo: 1.248.575 - Votantes: 801.607 (64,2%) - Abstención: 446.968 (35,8%) - Válidos: - A candidatura: | Plataforma Canaria Nacionalista (PCN)       | Dimas Martín, Onelio Ramos  | 23.914  | 3,03  | 4       | +4   |
| - Presidente: Manuel Hermoso - Gobierno: CC (1995-1996) CC-PP (1996-1999) - Censo: 1.248.575 - Votantes: 801.607 (64,2%) - Abstención: 446.968 (35,8%) - Válidos: - A candidatura: | Agrupación Herreña Independiente (AHI)      | Juan Padrón                 | 2.505   | 0,27  | 1       | =    |
| - Presidente: Manuel Hermoso - Gobierno: CC (1995-1996) CC-PP (1996-1999) - Censo: 1.248.575 - Votantes: 801.607 (64,2%) - Abstención: 446.968 (35,8%) - Válidos: - A candidatura: | Izquierda Unida Canaria (IUC)               | Segundo Martínez            | 40.614  | 5,15  | 0       |      |
| - Presidente: Manuel Hermoso - Gobierno: CC (1995-1996) CC-PP (1996-1999) - Censo: 1.248.575 - Votantes: 801.607 (64,2%) - Abstención: 446.968 (35,8%) - Válidos: - A candidatura: | Coalición por Gran Canaria                  | Manuel Aguiar               | 10.964  | 1,39  | 0       |      |
| - Presidente: Manuel Hermoso - Gobierno: CC (1995-1996) CC-PP (1996-1999) - Censo: 1.248.575 - Votantes: 801.607 (64,2%) - Abstención: 446.968 (35,8%) - Válidos: - A candidatura: | CDS-Unión Centrista (CDS-UC)                |                             | 5.340   | 0,65  | 0       | -7   |
| - Presidente: Manuel Hermoso - Gobierno: CC (1995-1996) CC-PP (1996-1999) - Censo: 1.248.575 - Votantes: 801.607 (64,2%) - Abstención: 446.968 (35,8%) - Válidos: - A candidatura: | Congreso Nacional de Canarias (CNC)         | Antonio Cubillo             | 2.964   | 0,59  | 0       |      |
| - Presidente: Manuel Hermoso - Gobierno: CC (1995-1996) CC-PP (1996-1999) - Censo: 1.248.575 - Votantes: 801.607 (64,2%) - Abstención: 446.968 (35,8%) - Válidos: - A candidatura: | Frepic-Awañak                               |                             | 2.436   | 0,31  | 0       |      |
| - Presidente: Manuel Hermoso - Gobierno: CC (1995-1996) CC-PP (1996-1999) - Censo: 1.248.575 - Votantes: 801.607 (64,2%) - Abstención: 446.968 (35,8%) - Válidos: - A candidatura: | Asamblea Tinerfeña (AT)                     |                             | 1.600   | 0,20  | 0       |      |
| - Presidente: Manuel Hermoso - Gobierno: CC (1995-1996) CC-PP (1996-1999) - Censo: 1.248.575 - Votantes: 801.607 (64,2%) - Abstención: 446.968 (35,8%) - Válidos: - A candidatura: | Plataforma Humanista (PH)                   |                             | 1.561   | 0,20  | 0       |      |
| - Presidente: Manuel Hermoso - Gobierno: CC (1995-1996) CC-PP (1996-1999) - Censo: 1.248.575 - Votantes: 801.607 (64,2%) - Abstención: 446.968 (35,8%) - Válidos: - A candidatura: | Izquierda Verde de las Islas Canarias       |                             | 1.357   | 0,17  | 0       |      |
| - Presidente: Manuel Hermoso - Gobierno: CC (1995-1996) CC-PP (1996-1999) - Censo: 1.248.575 - Votantes: 801.607 (64,2%) - Abstención: 446.968 (35,8%) - Válidos: - A candidatura: | Partido Comunista del Pueblo Canario (PCPC) |                             | 1.251   | 0,16  | 0       |      |
| - Presidente: Manuel Hermoso - Gobierno: CC (1995-1996) CC-PP (1996-1999) - Censo: 1.248.575 - Votantes: 801.607 (64,2%) - Abstención: 446.968 (35,8%) - Válidos: - A candidatura: | Partido de la Gente                         |                             | 625     | 0,08  | 0       |      |
| - Presidente: Manuel Hermoso - Gobierno: CC (1995-1996) CC-PP (1996-1999) - Censo: 1.248.575 - Votantes: 801.607 (64,2%) - Abstención: 446.968 (35,8%) - Válidos: - A candidatura: | Iniciativa Canaria (ICAN)                   |                             | 248     | 0,03  | 0       |      |
| - Presidente: Manuel Hermoso - Gobierno: CC (1995-1996) CC-PP (1996-1999) - Censo: 1.248.575 - Votantes: 801.607 (64,2%) - Abstención: 446.968 (35,8%) - Válidos: - A candidatura: | En blanco                                   | N/A                         | 9.078   | 1,1   | N/A     | N/A  |
| - Presidente: Manuel Hermoso - Gobierno: CC (1995-1996) CC-PP (1996-1999) - Censo: 1.248.575 - Votantes: 801.607 (64,2%) - Abstención: 446.968 (35,8%) - Válidos: - A candidatura: | Nulos                                       | N/A                         |         |       | N/A     | N/A  |

a Respecto a la suma de AIC, ICAN y AM en 1991.

### Elección e investidura del Presidente de Canarias
| Candidato                               | Fecha                                                   | Voto       |    |    |    | PCN |   | Total |
| --------------------------------------- | ------------------------------------------------------- | ---------- | -- | -- | -- | --- | - | ----- |
| Manuel Hermoso (CC)                     | 11 de julio de 1995 Mayoría requerida: Absoluta (31/60) | Sí         | 21 | 17 |    |     | 1 | 39/60 |
| Manuel Hermoso (CC)                     | 11 de julio de 1995 Mayoría requerida: Absoluta (31/60) | No         |    |    | 16 |     |   | 16/60 |
| Manuel Hermoso (CC)                     | 11 de julio de 1995 Mayoría requerida: Absoluta (31/60) | Abstención |    |    |    | 4   |   | 4/60  |
| Faltó a la votación un diputado del PP. |                                                         |            |    |    |    |     |   |       |

- Datos: Q8774373
- Multimedia: Canarian parliamentary election, 1995 / Q8774373